# GYPE
GYPE‏ (Glycophorin E (MNS blood group)) هوَ بروتين يُشَفر بواسطة جين GYPE في الإنسان.